# Lublin R-VII Odwet
Il Lublin R-VII Odwet (Vendetta, in lingua polacca) fu un bombardiere pesante, biplano, bimotore sviluppato dall'azienda aeronautica polacca E. Plage i T. Laśkiewicz verso la metà degli anni venti, e rimasto allo stadio di progetto.

## Storia del progetto
Nel corso del 1924 il governo del generale Józef Piłsudski autorizzò il Ministero degli affari militari polacchi ad emettere un requisito per lo sviluppo di un bombardiere pesante (bombardiere di rappresaglia) con cui equipaggiare i reparti dell'aviazione militare.  Nell'ottobre dello stesso anno il responsabile dell'ufficio tecnico della ditta E. Plage i T. Laśkiewicz di Lublino, ingegnere Jerzy Rudlicki, realizzò il progetto del Lublin R-VII Odwet, un velivolo da bombardamento, dotato di pesante armamento difensivo, con cui compiere azioni in profondità in territorio nemico. Si trattava di un biplano, bimotore, di costruzione mista, armato con 5 mitragliatrici e 1.200 kg di bombe.
Il relativo progetto fu sottoposto al Ministero della Guerra nel 1925, e i documenti relativi vennero mandati a Varsavia, tramite posta, per essere esaminati. Purtroppo andarono irrimediabilmente persi per un disguido dell'ufficio postale centrale, ma nel frattempo le autorità avevano deciso che nessuna fabbrica aeronautica polacca era abbastanza esperta nella costruzione dei grandi bombardieri pesanti. Per ovviare a ciò fu deciso l'acquisto in Francia di 32 bombardieri Farman F-68BN4 Goliath, che andarono ad equipaggiare il 2° Squadron da bombardamento del 1º Reggimento aereo. Nessun disegno progettuale dell'R-VII è sopravvissuto fino ad oggi, ma è noto che il progetto del successivo bombardiere Lublin R-XVIII si basava su di esso.